# Ministerio de Defensa (Bélgica)
El Ministerio de Defensa de Bélgica se encarga de dirigir y organizar a la fuerza militar de Bélgica para velar por la seguridad del país. A lo largo del tiempo, ha tenido el título de Ministerio de Guerra, Ministerio de la Defensa Nacional y actualmente Ministerio de Defensa. 
Cumple la función de cuidar el abastecimiento nacional y administrar y dirigir a las Fuerzas Armadas ante cualquier situación que ponga en peligro a la población y a la integridad territorial del país.
Desde 2020 la ministra de Defensa es Ludivine Dedonder.

## Ministros de Defensa o de la Guerra
| Año       | Ministro                        | Partido              |
| --------- | ------------------------------- | -------------------- |
| 1831      | Albert Goblet d'Alviella        | Liberal              |
| 1831      | Constantin d'Hane-Steenhuyse    | Liberal              |
| 1831      | Amédée de Failly                | Liberal              |
| 1831-1832 | Charles de Brouckère            | Liberal              |
| 1832      | Félix de Mérode                 | Liberal              |
| 1832-1836 | Louis Évain                     |                      |
| 1836-1840 | Jean-Pierre Willmar             | Liberal              |
| 1840-1842 | Gérard Buzen                    | Liberal              |
| 1842-1843 | Henri de Liem                   | Liberal              |
| 1843      | Léandre Desmaisières            | Católico             |
| 1843-1846 | Pierre Dupont                   | Liberal              |
| 1846      | Jules d'Anethan                 | Partido Católico     |
| 1846-1847 | Albert Prisse                   | Partido Católico     |
| 1847-1850 | Félix Chazal                    | Liberal              |
| 1850-1851 | Mathieu Brialmont               | Liberal              |
| 1851-1855 | Victor Anoul                    | Liberal              |
| 1855-1857 | Léonard Greindl                 |                      |
| 1857-1859 | Édouard Berten                  | Liberal              |
| 1859-1866 | Félix Chazal                    | Liberal              |
| 1866-1868 | Auguste Goethals                | Liberal              |
| 1868-1870 | Bruno Renard                    | Independiente        |
| 1870-1873 | Henri Guillaume                 | Independiente        |
| 1873-1878 | Séraphin Thiebault              | Independiente        |
| 1878-1879 | Bruno Renard                    | Independiente        |
| 1879-1880 | Jean-Baptiste Liagre            | Independiente        |
| 1880-1884 | Guillaume Gratry                | Independiente        |
| 1884-1893 | Charles Pontus                  | Independiente        |
| 1893-1896 | Jacques-Joseph Brassine         | Independiente        |
| 1896-1899 | Jules Vandenpeereboom           | Partido Católico     |
| 1899-1907 | Alexandre Cousebandt d'Alkemade | Independiente        |
| 1907-1912 | Joseph Hellebaut                | Independiente        |
| 1912      | Charles de Broqueville          | Partido Católico     |
| 1912      | Victor Michel                   | Independiente        |
| 1912-1917 | Charles de Broqueville          | Partido Católico     |
| 1917-1918 | Armand De Ceuninck              | Independiente        |
| 1918-1920 | Fulgence Masson                 | Liberal              |
| 1920      | Paul-Émile Janson               | Liberal              |
| 1920-1923 | Albert Devèze                   | Liberal              |
| 1923-1925 | Pierre Forthomme                | Liberal              |
| 1925      | Albert Hellebaut                | Independiente        |
| 1925-1926 | Prosper Kestens                 | Independiente        |
| 1926      | Prosper Poullet                 | Partido Católico     |
| 1926-1931 | Charles de Broqueville          | Partido Católico     |
| 1931-1932 | Léon Dens                       | Liberal              |
| 1932      | Paul Crokaert                   | Partido Católico     |
| 1932      | Georges Theunis                 | Partido Católico     |
| 1932-1936 | Albert Devèze                   | Liberal              |
| 1936-1940 | Henri Denis                     | Independiente        |
| 1940-1944 | Hubert Pierlot                  | Partido Católico     |
| *1942     | Henri Rolin                     | Partido Obrero Belga |
| 1944-1945 | Fernand Demets                  | Liberal              |
| 1945-1946 | Léon Mundeleer                  | Liberal              |
| 1946-1949 | Raoul de Fraiteur               | Independiente        |
| 1949-1950 | Albert Devèze                   | Liberal              |
| 1950      | Henri Moreau de Melen           | PSC                  |
| 1950-1954 | Eugène De Greef                 | Independiente        |
| 1954-1958 | Antoon Spinoy                   | BSP                  |
| 1958-1961 | Arthur Gilson                   | PSC                  |
| 1961-1965 | Paul-Willem Segers              | CVP                  |
| 1965-1966 | Ludovic Moyersoen               | CVP                  |
| 1966-1968 | Charles Poswick                 | PLP                  |
| 1968-1972 | Paul-Willem Segers              | CVP                  |
| 1972-1979 | Paul Vanden Boeynants           | PSC                  |
| 1979-1980 | José Desmarets                  | PSC                  |
| 1980      | Charles Poswick                 | PRL                  |
| 1980-1981 | Frank Swaelen                   | CVP                  |
| 1981-1985 | Alfred Vreven                   | PVV                  |
| 1985-1988 | François-Xavier de Donnea       | PRL                  |
| 1988-1992 | Guy Coëme                       | PS                   |
| 1992-1994 | Leo Delcroix                    | CVP                  |
| 1994-1995 | Karel Pinxten                   | CVP                  |
| 1995      | Melchior Wathelet               | PSC                  |
| 1995-1999 | Jean-Pol Poncelet               | PSC                  |
| 1999-2007 | André Flahaut                   | PS                   |
| 2007-2014 | Pieter De Crem                  | CD&V                 |
| 2014-2018 | Steven Vandeput                 | N-VA                 |
| 2018      | Sander Loones                   | N-VA                 |
| 2018-2019 | Didier Reynders                 | MR                   |
| 2019-2020 | Philippe Goffin                 | MR                   |
| 2020-     | Ludivine Dedonder               | PS                   |